# فابیو پینیاتلی
فابیو پینیاتِـلی (ایتالیایی: Fabio Pignatelli؛ زادهٔ ۳۰ اکتبر ۱۹۵۳) نوازندهٔ گیتار بیس، آهنگساز، تنظیم‌کننده و تهیه‌کنندهٔ موسیقی اهل ایتالیا است. او به خاطر آهنگسازی و نواختن برخی از معروف‌ترین موسیقی‌های متن فیلم‌های ترسناک ایتالیایی برای فیلم‌های داریو آرجنتو، از جمله ریف کیبورد برای فیلم قرمز تیره شناخته می‌شود. از سال ۲۰۱۰ او در گروه «تولد دوباره گابلین» حضور داشته و در سال ۲۰۱۵ آلبومی با همین نام منتشر کرده است.
از فیلم‌هایی که وی در آن‌ها نقش داشته است، می‌توان به پی‌درپی… دنیا با سکس زیباست، قرمز تیره، طلوع مردگان، سوسپیریا و ظلمت اشاره نمود.